# 厉慧敏
厉慧敏（1924年9月10日—2007年3月26日），女，满族，北京人，中国京剧表演艺术家，重庆市京剧团团长。

## 家庭
父厉彦芝为京剧琴师，母韩凤奎、姨母韩凤英为京剧演员，兄厉慧斌、厉慧良、厉慧森，妹厉慧兰。